# Antonio Zanchi

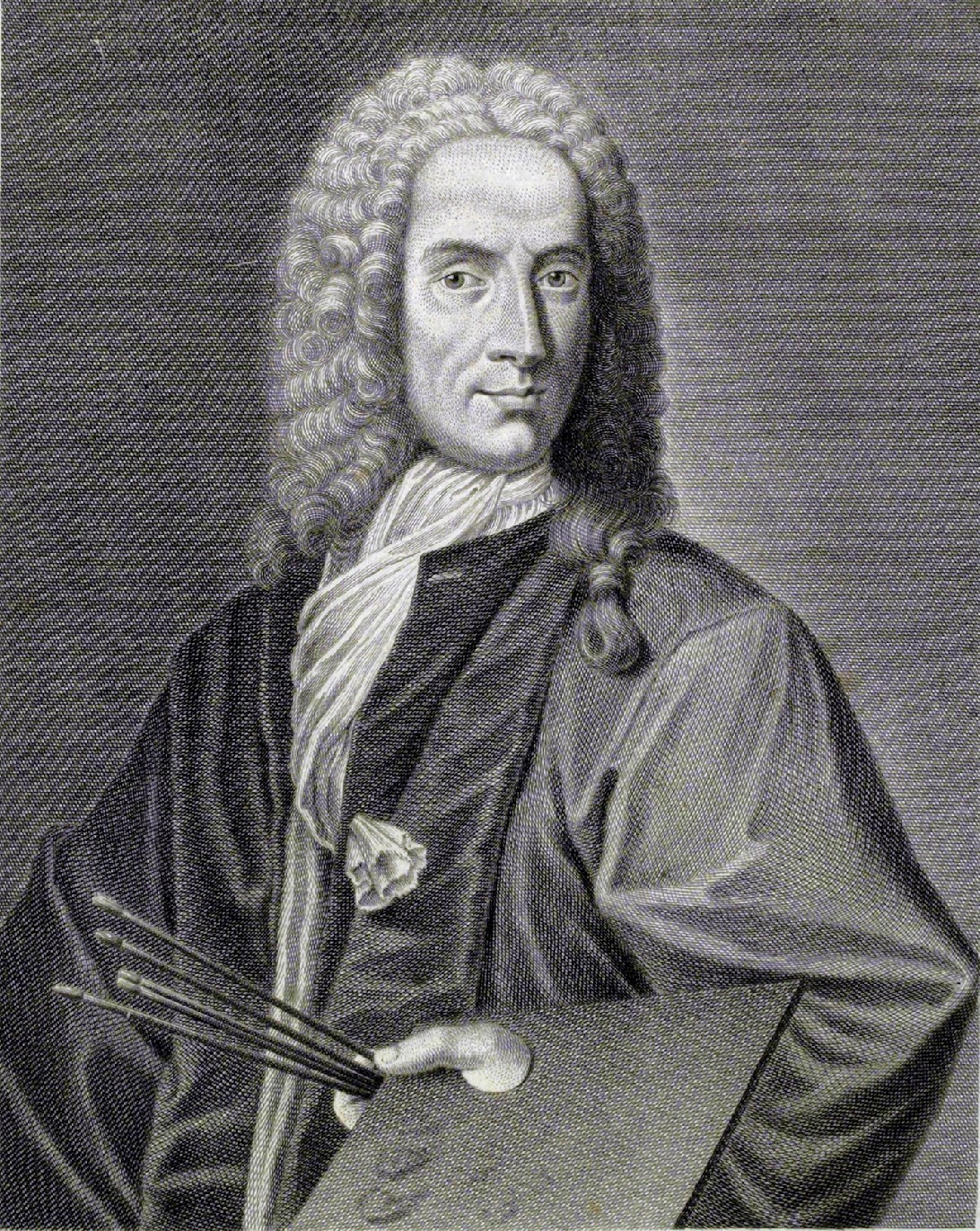
Antonio Zanchi auf einem Kupferstich Antonio Pazzis

Antonio Zanchi [anˈtɔːnjo ˈdzaŋki] (* 6. Dezember 1631 in Capodistria; † 12. April 1722 in Rom) war ein italienischer Maler des Barock.

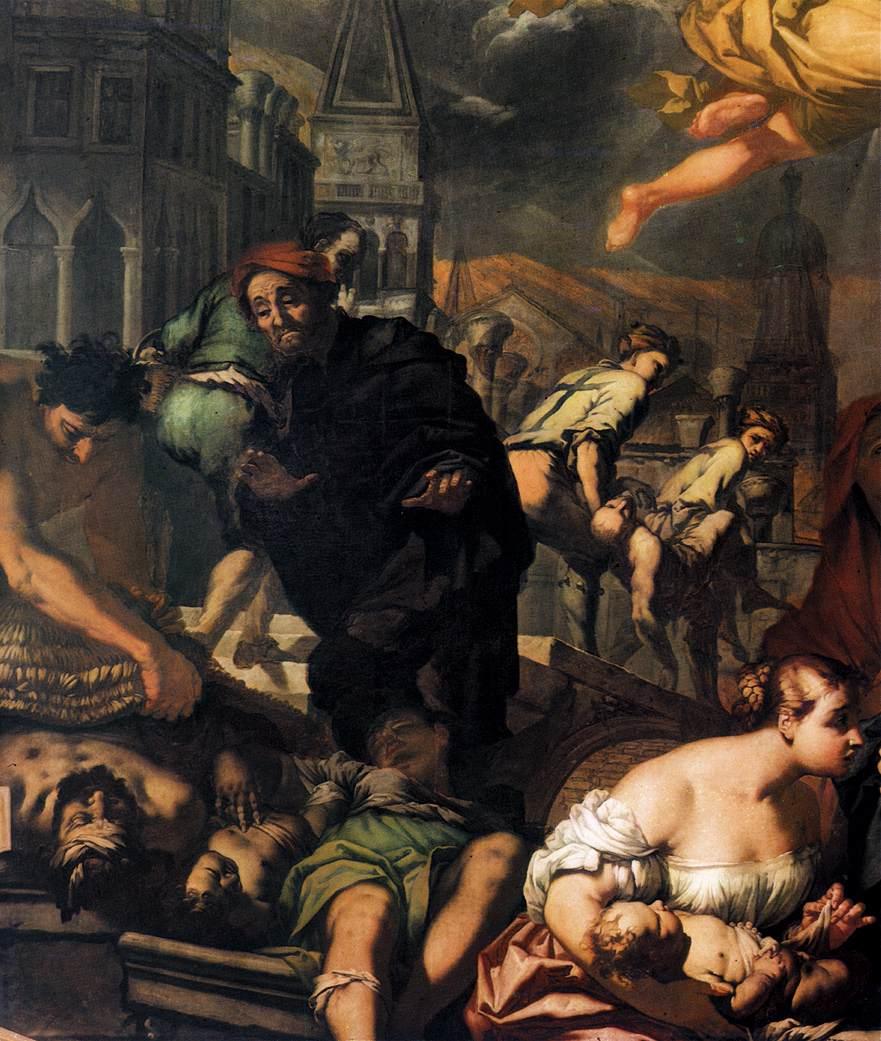
Die Jungfrau erscheint den Pestkranken (1666), Scuola Grande di San Rocco, Venedig

## Leben
Antonio Zanchi war Schüler von Giacomo Pedrali, Matteo Ponzone und des venezianischen Barockmalers Francesco Ruschi. Weitere Einflüsse gaben die Werke Luca Giordanos und Giovanni Battista Langettis. Es gelang ihm einer der bekanntesten Repräsentanten des Tenebrismus im Venedig seiner Zeit zu werden. Ab 1687 war er Mitglied der Fraglia dei pittori.
Sein Stil ist durch einen ausdrucksstarken, teilweise theatralischen Realismus und dramatische Hell-Dunkel-Effekte charakterisiert. Sein Sujet umfasst religiöse und mythologische Motive wie auch Porträts. Dabei thematisiert Zanchi auffallend oft Kranke und Verbrecher.
Zanchi lieferte zahlreiche Auftragsarbeiten für Kirchen und Paläste. Sein Ruf brachte ihn bis nach München. In seiner Venediger Werkstatt entstanden Bilder für die Münchner Residenz und die Theatinerkirche. Sein bekanntestes  Werke, das Hochaltarbild der Theatinerkirche Kurfürst Ferdinand Maria von Bayern und seine Gemahlin Kurfürstin Henriette Adelaide im Kreise der Familie und die Apotheose der hll. Adelheid und Kajetan, wurde im Zweiten Weltkrieg zerstört. Eine erste Entwurfszeichnung in Öl hat sich im Bestand der Bayerischen Staatsgemäldesammlungen erhalten. Unter seinen Schülern waren Francesco Trevisani, Pietro Negri und Antonio Molinari. Sein Sohn Giuseppe Zanchi war ebenfalls Maler.